# 大和物語

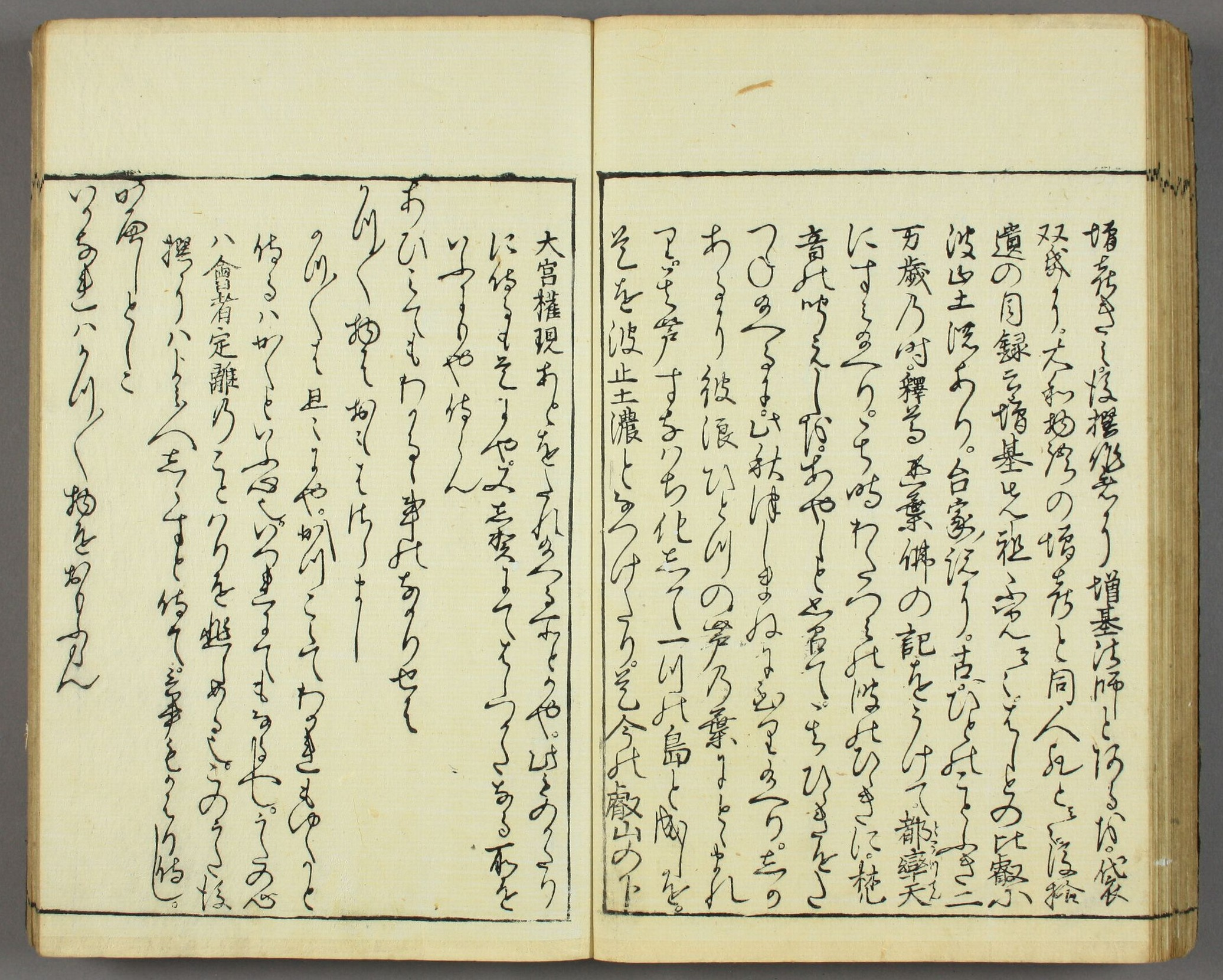
北村季吟『大和物語抄』

『大和物語』（やまとものがたり）是平安時代成立的中古日本的物語。

## 成立・作者
以當時貴族社会的和歌為中心的歌物語，推定是平安時代前期『伊勢物語』成立後，天曆5年（951年）前執筆。登場人物的名稱使用實名、官名、女房名，多指具體固定的人物。
書名的由來不明，一般認為是受『伊勢物語』的影響而成立的作品，「大和」之名是相對於「伊勢」的命名。
作者直至現在仍未詳，古來推定是在原滋春、花山院。內容多是宇多天皇或周邊人物的話題，以下列舉推定的作者。
- 說(1)：在原滋春（上覺『和歌色葉集』、一条兼良『伊勢物語愚見抄』）
- 說(2)：在原滋春作・花山院加筆（北村季吟『大和物語抄』）
- 說(3)：花山院（釋由阿『詞林采葉抄』、一条兼良『歌林良材集』、宮內省書陵部藏一本甘露寺親長本、御巫本注記、林恕『本朝通鑑』続編）
- 說(4)：伊勢（傳源經信『伊勢物語知顕抄』、高橋正治『大和物語』(塙選書)）
- 說(5)：敦慶親王侍女大和（林恕『本朝通鑑』續編、木崎雅興『大和物語虚静抄』）
- 說(6)：源順（阿部俊子『校注大和物語』）
- 說(7)：伊予（宮內省書陵部藏石澤久吉献納本奥書）
- 說(8)：清原元輔（妹尾好信『平安朝歌物語の研究：大和物語篇』）

## 內容・構成
內容通常區切成173段，約含300首和歌，和『伊勢物語』相異的是主人公不統一，各段是由和歌相關的說話，加上當時的天皇・貴族・僧人等實在的人物的和歌所構成。
第140段為止的前半是以物語成立當時的和歌為中心，皇族貴族的歌物語。141段開始的後半以悲戀、離別、再會等古老的民間傳說為主，例如「生田川傳說」（147段）、「姥捨山伝說」（156段）等。又，和『伊勢物語』的「筒井筒」相同的故事也出現在『大和物語』（149段）中，可見『伊勢物語』的影響。在『大和物語』中，可見『後撰和歌集』、凡河內躬恒的『躬恒集』、『檜垣嫗集』、『公忠集』等的和歌，可知這些作品也和『大和物語』有關。

### 主要登場人物
- 亭子院（宇多天皇）
- としこ（藤原千兼之妻）
- 監之命婦
- 桂之皇女（孚子內親王）
- 源宗
- 式部卿之宮（敦慶親王、作中已是故人）
- 堤之中納言（藤原兼輔）
- 右近 (歌人)
- 凡河內躬恒
- 平中（平貞文）
- 源大納言（源清蔭、作中已是故人）
- 野大弐（小野好古）
- 近江守公忠（源公忠）
- 兵部卿之宮（元良親王、作中已是故人）

## 關連項目
- 日本文學史

## 外部連結
- 大和物語（校註日本文學大系） （页面存档备份，存于）
- 大和物語語彙検索 （页面存档备份，存于）
- 歌物語という「語り」～「大和物語」[永久]
- 九州大学 貴重資料画像 九州大学図書館藏支子文庫本『大和物語』について （页面存档备份，存于）